# Dodge Charger (1966)
Dodge Charger – samochód sportowy typu muscle car klasy pełnowymiarowej produkowany pod amerykańską marką Dodge w latach 1966 – 1978.

## Pierwsza generacja

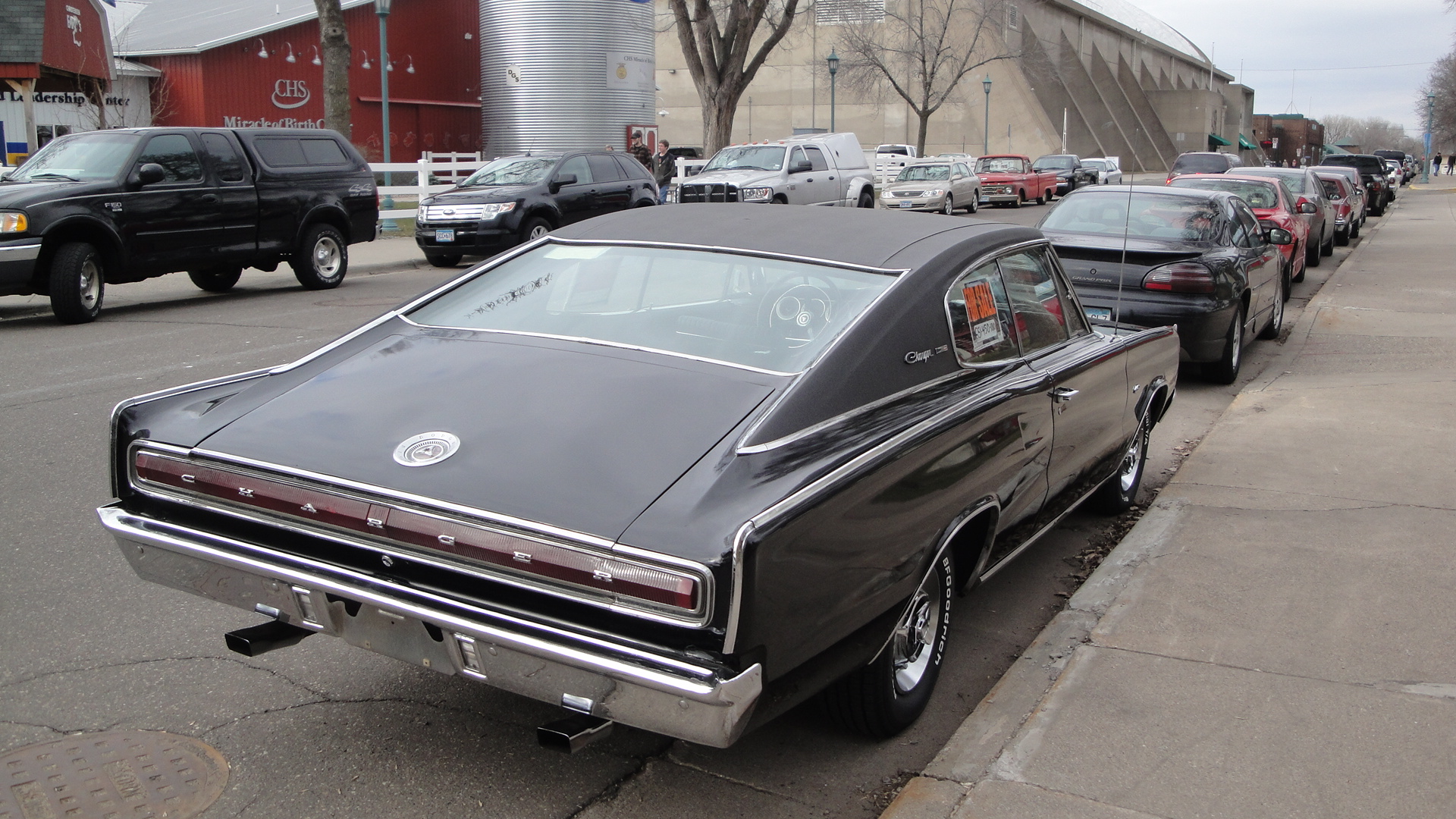
Dodge Charger I - tył

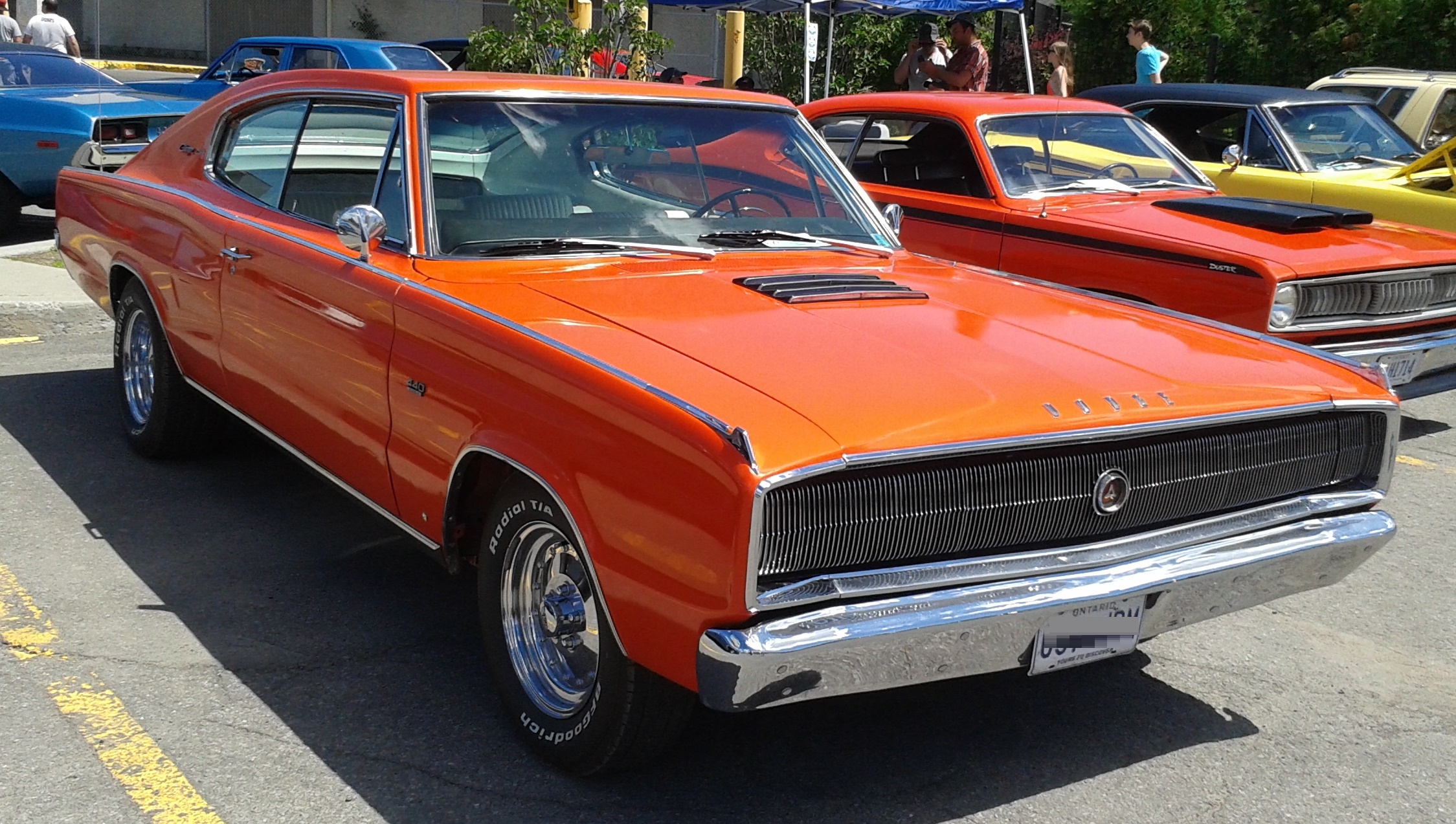
Dodge Charger I Mopar

Dodge Charger I został zaprezentowany po raz pierwszy w 1966 roku.
Charger pierwszej generacji był inspirowany prototypem Charger Show Car z 1965 roku. Pojazd cechował się obracanymi o 180° przednimi reflektorami - po wyłączeniu chowały się one za atrapą chłodnicy. Na gamę silnikową składały się benzynowe jednostki V8: 5.2 (316), 5.9 (361) i 7.0 (426 HEMI). Powstało 468 egzemplarzy rocznika 1966 z silnikiem 426 HEMI. Rozstaw osi Chargera I generacji wynosił 2972 mm, długość nadwozia zaś 5171 mm.
Dla rocznika 1967 przygotowano zestaw niewielkich zmian, dotyczyły one głównie nadwozia. Do gamy silnikowej dodano silnik V8 7.2 (440) Magnum o mocy 375 KM (276 kW) i momencie obrotowym 654 Nm, wyposażony był on w 4-gardzielowy gaźnik. Jednostka 5.9 (361) o mocy 269 KM (170 kW) i momencie obrotowym 515 Nm została zastąpiona przez większą 6.3 (383) o mocy 330 KM (242 kW) i maksymalnym momencie 576 Nm. Bazowy motor V8 5.2 (316) z 2-gardzielowym gaźnikiem generował moc 233 KM (170 kW) i maksymalny moment obrotowy 461 Nm. Topowa odmiana 426 HEMI cechowała się mocą maksymalną 431 KM (317 kW) i momentem obrotowym 664 Nm. Poziom sprzedaży rocznika 1967 spadł w porównaniu z debiutanckim o prawie połowę - nabywców znalazło 15 788 egzemplarzy.

### Silniki
- V8 5.2l A
- V8 5.2l LA
- V8 5.9l B
- V8 6.3l B
- V8 6.3l B
- V8 7.0l RB
- V8 7.2l RB

## Druga generacja

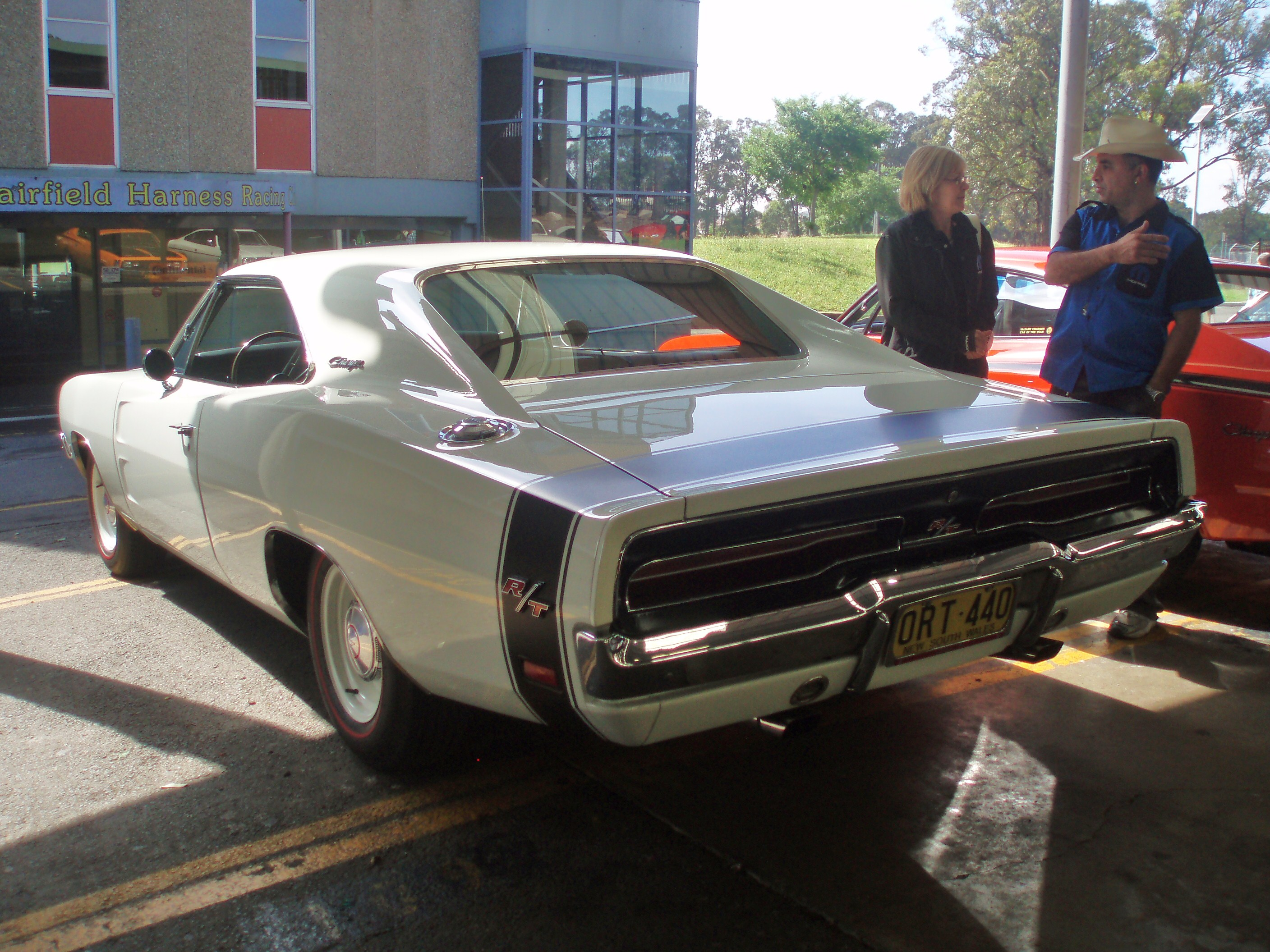
Dodge Charger II - tył

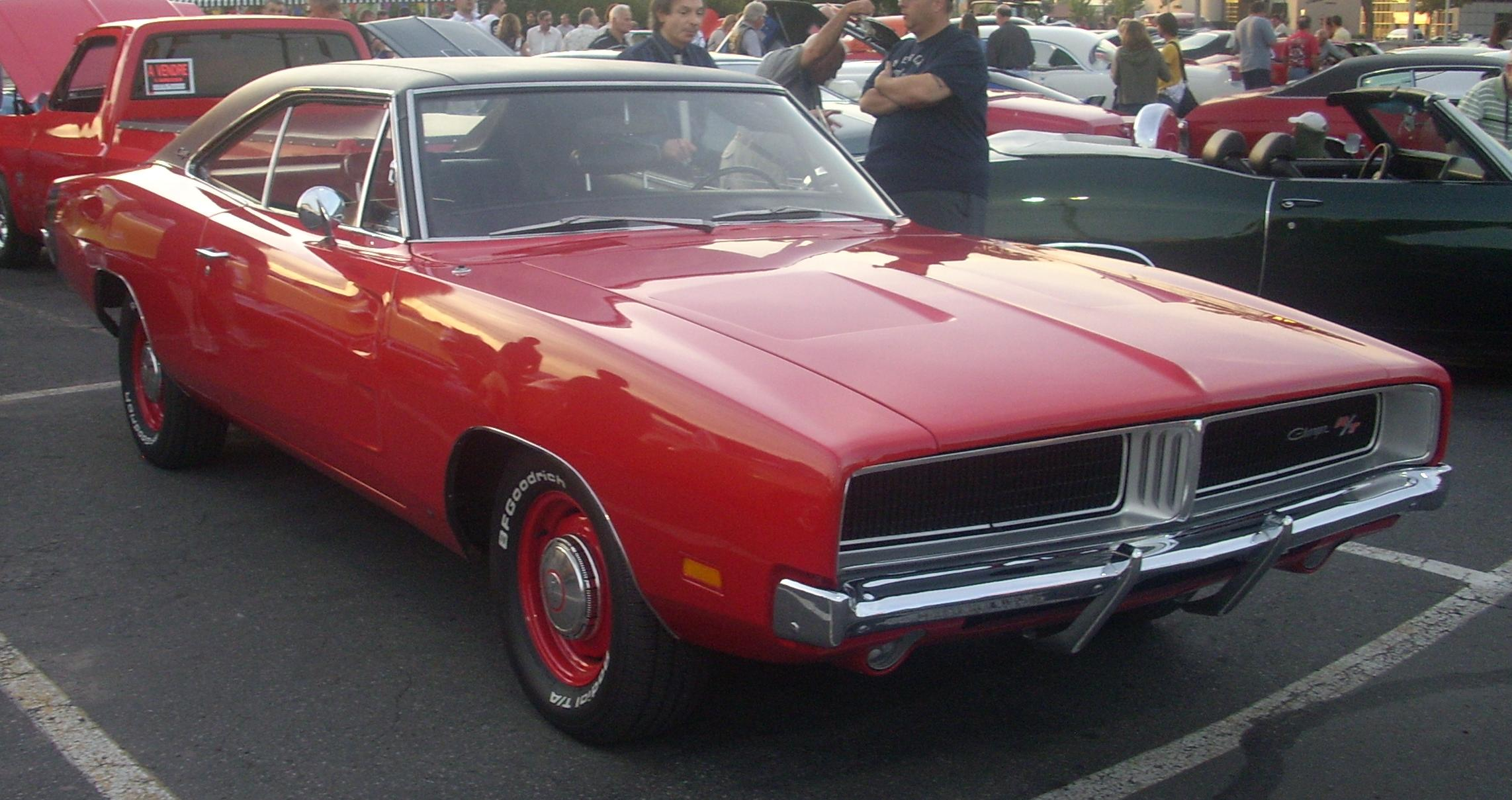
Dodge Charger II R/T

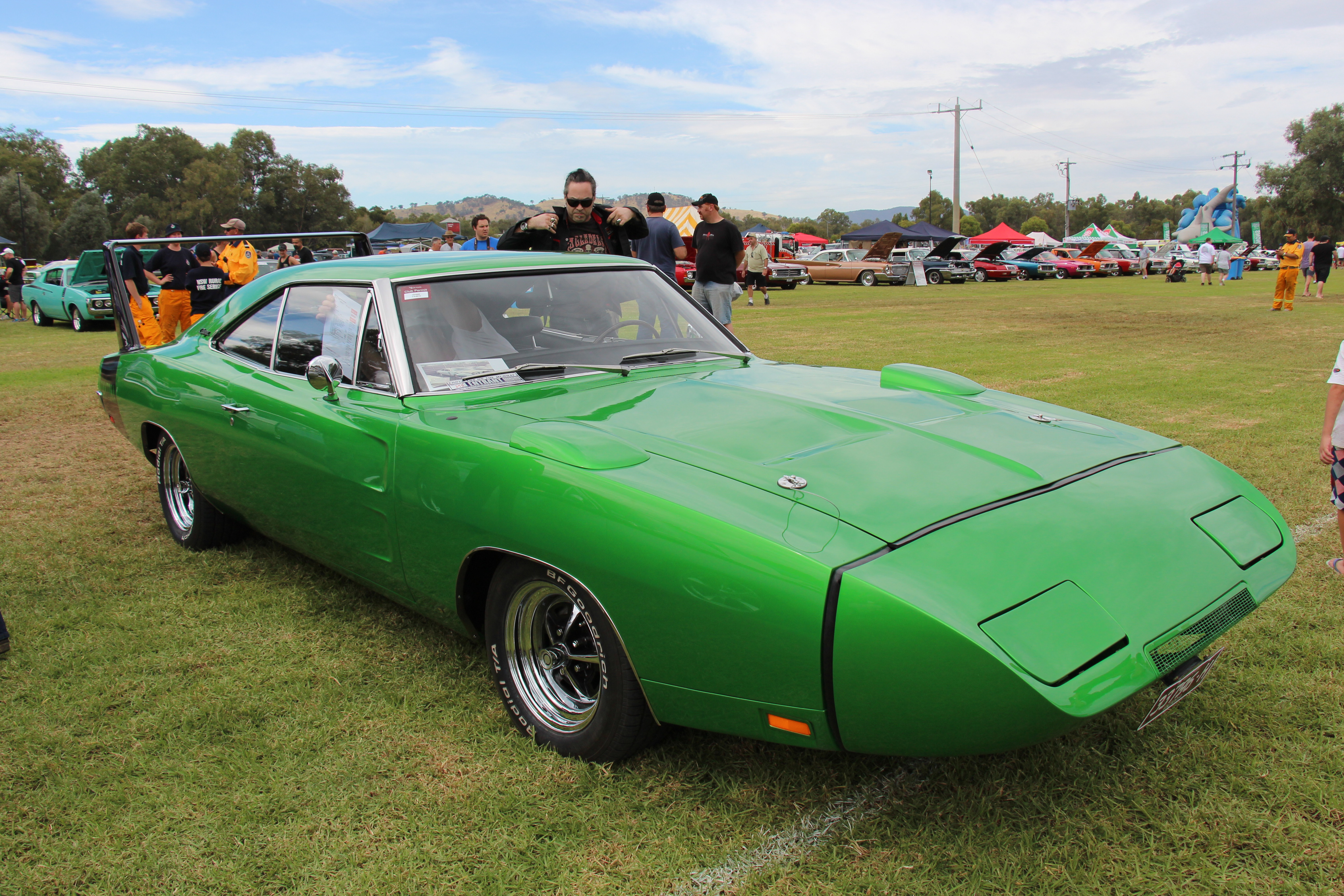
Dodge Charger II Daytona

Dodge Charger II został zaprezentowany po raz pierwszy w 1968 roku.
W roku 1968 cała gama modeli opartych na płycie podłogowej Chrysler B-body została przeprojektowana. Chrysler przy projektowaniu nadwozia wykorzystał nowy nurt stylistyczny coke bottle. Wnętrze pojazdu zostało zmienione. Podstawowym źródłem napędu był silnik V8 318 o mocy maksymalnej 233 KM (172 kW) i momencie obrotowym 461 Nm. Jednostka V8 6.3 (383) dostępna była w wersji z gaźnikiem 2-gardzielowym (moc 294 KM, moment obrotowy 529 Nm) oraz 4-gardzielowym (moc 335 KM, moment 576 Nm). Osiągi wersji 426 HEMI i 440 pozostały niezmienione. Rozstaw osi wynosił 2972 mm, długość nadwozia zaś 5283 mm. Od połowy roku 1968 dostępny był silnik V6 3.7 (225) o mocy 147 KM (108 kW) i momencie obrotowym 292 Nm. W roku 1968 zaprezentowano także wersję Charger 500 - cechowała się ulepszoną aerodynamiką nadwozia, dostępna była tylko z silnikami V8 440 i 426 HEMI.
Dla rocznika 1969 przygotowano zestaw niewielkich zmian, główną z nich było przestylizowanie przedniego grilla. Moc jednostek napędowych pozostała niezmieniona. Bazowym źródłem napędu był silnik R6 3.7 (225). W 1969 Dodge rozpoczął testy wersji Charger Daytona - cechowała się ona nadwoziem z przedłużoną o 18 cali (460 mm) przednią częścią, charakterystycznym noskiem. Jako podstawowe źródło napędu służył silnik V8 440, opcjonalnie dostępny był 426 HEMI.
Rocznik 1970 charakteryzował się przestylizowanym pasem przednim nadwozia oraz nieznacznie odświeżonym wnętrzem. Nowością była wersja V8 440 Six-Pack wyposażona w silnik o mocy 396 KM (291 kW) i momencie obrotowym 664 Nm zasilany przez trzy 2-gardzielowe gaźniki.

### Silniki
- V8 3.7l L6
- V8 5.2l LA
- V8 6.3l B
- V8 6.3l B
- V8 7.0l B
- V8 7.2l RB
- V8 7.2l RB

## Trzecia generacja

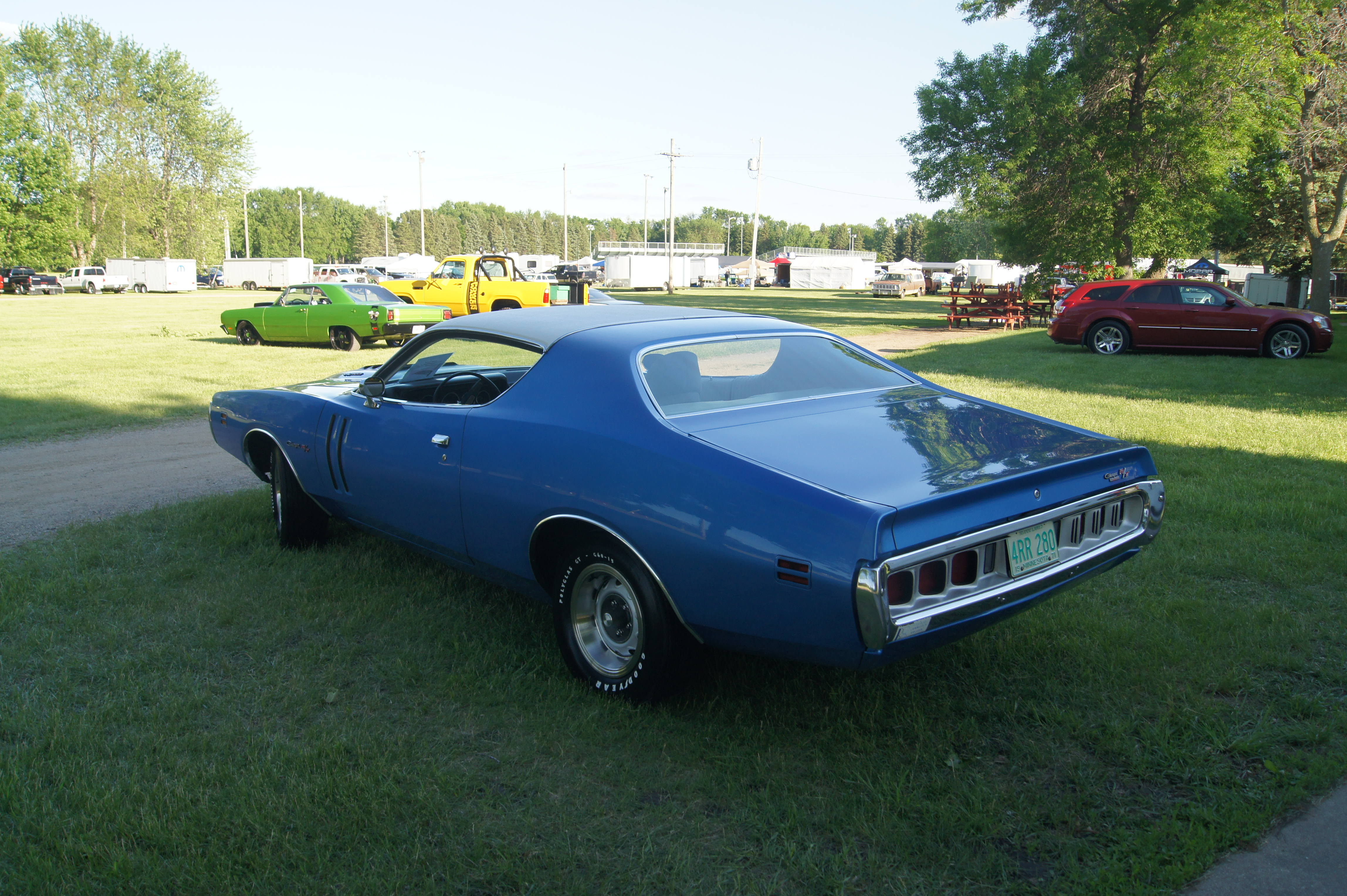
Dodge Charger III - tył

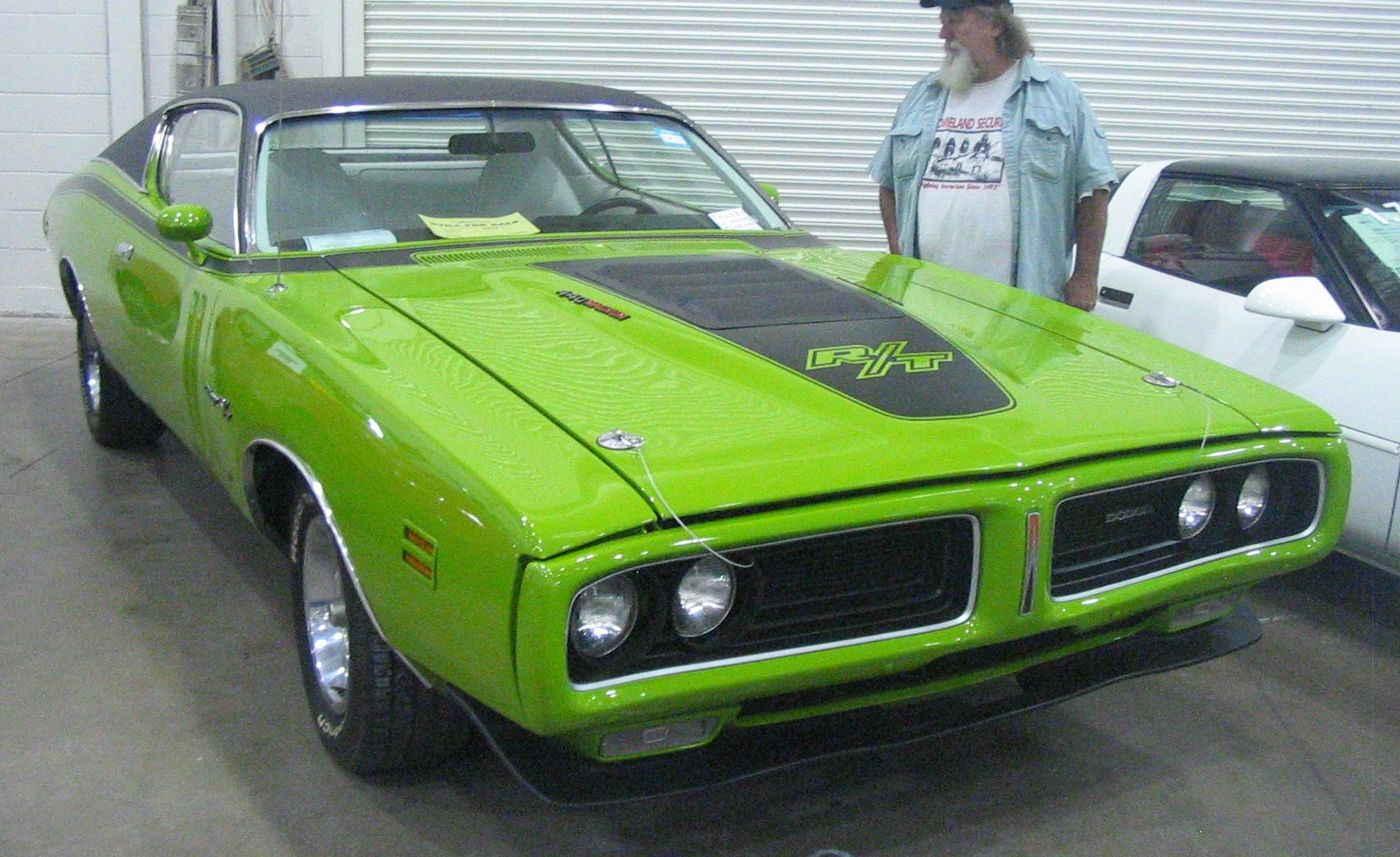
Dodge Charger III R/T

Dodge Charger III został zaprezentowany po raz pierwszy w 1971 roku.
Trzecia generacja Chargera zadebiutowała jako rocznik 1971. Cechowała się zupełnie nowym nadwoziem z dwuczęściową atrapą chłodnicy. Chowane reflektory przednie zniknęły z listy wyposażenia standardowego, wciąż były jednak dostępne jako opcja. W tym samym roku nastąpiło scalenie linii Chargera i Coronet. Wszystkie 4-drzwiowe pojazdy Dodge'a oparte na płycie podłogowej B-body otrzymały nazwę Coronet, 2-drzwiowe zaś Charger. Był to ostatni rocznik z silnikiem 426 HEMI. Rozstaw osi wynosił 2921 mm, długość nadwozia zaś 5217 mm.
Z powodu gwałtownego wzrostu cen paliw i taryf ubezpieczeniowych rozpoczęło się sukcesywne zmniejszanie mocy jednostek napędowych. Moc silnika 5.2 318 zmalała do 157 KM (118 kW), moment obrotowy do 352 Nm. Wersja 6.3 383 z gaźnikiem 4-gardzielowym generowała 253 KM (186 kW) i 440 Nm, z gaźnikiem 2-gardzielowym zaś 193 KM (142 kW) i 414 Nm. Najsłabszy wariant R6 3.7 225 osiągał 112 KM (82 kW) i 251 Nm, wersja 426 HEMI produkowała 335 KM (246 kW) i 529 Nm, 7.2 440 zaś 309 KM (227 kW) i 542 Nm. Pojazd corocznie poddawany był drobnym zmianom, w 1972 wersję R/T zastąpiono przez pakiet "Rallye".

### Silniki
- R6 3.7l
- V8 5.2l LA
- V8 5.6l LA
- V8 6.3l B
- V8 6.3l B
- V8 7.0l B
- V8 7.2l RB
- V8 7.2l RB

## Czwarta generacja

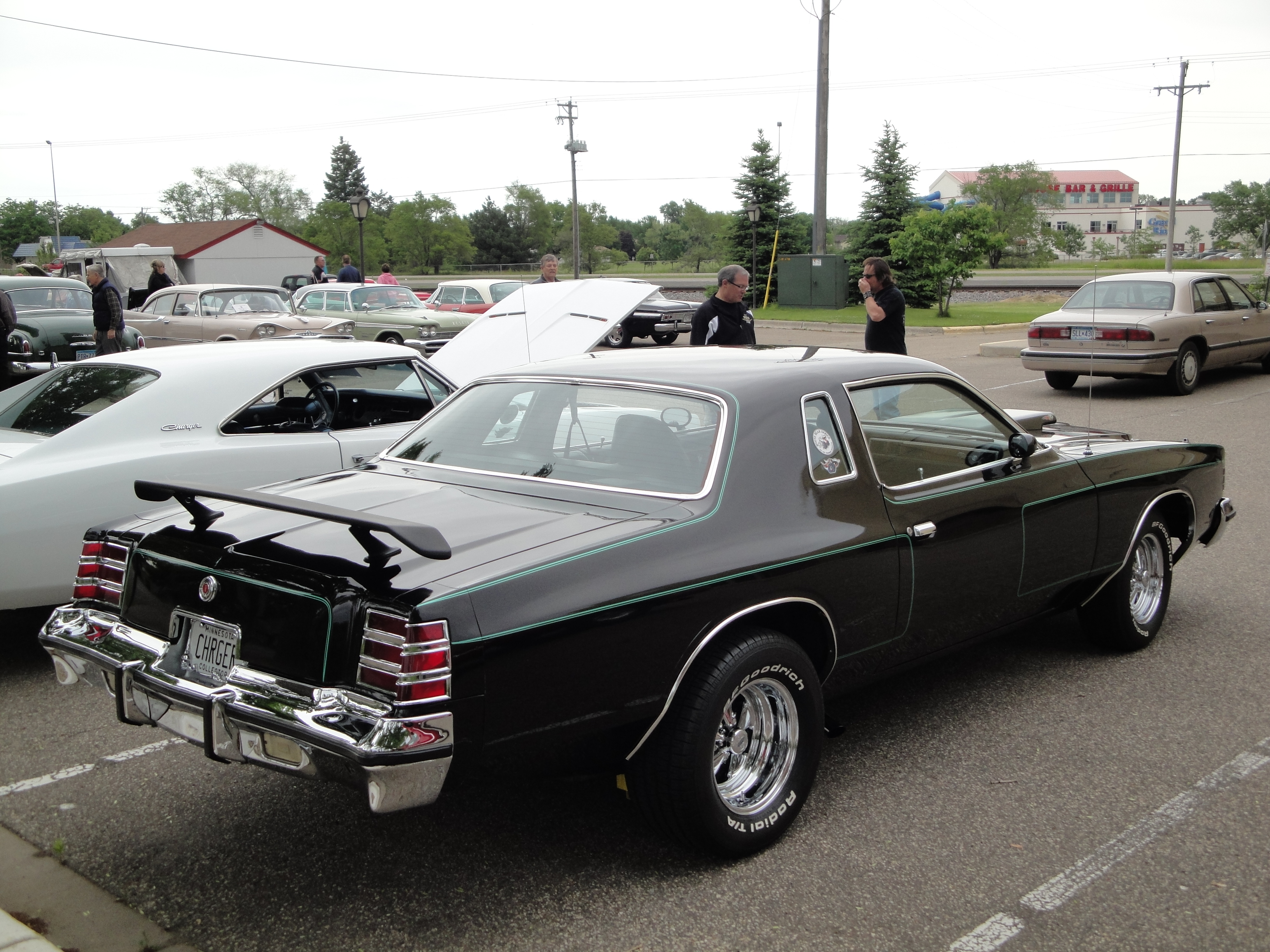
Dodge Charger IV - tył

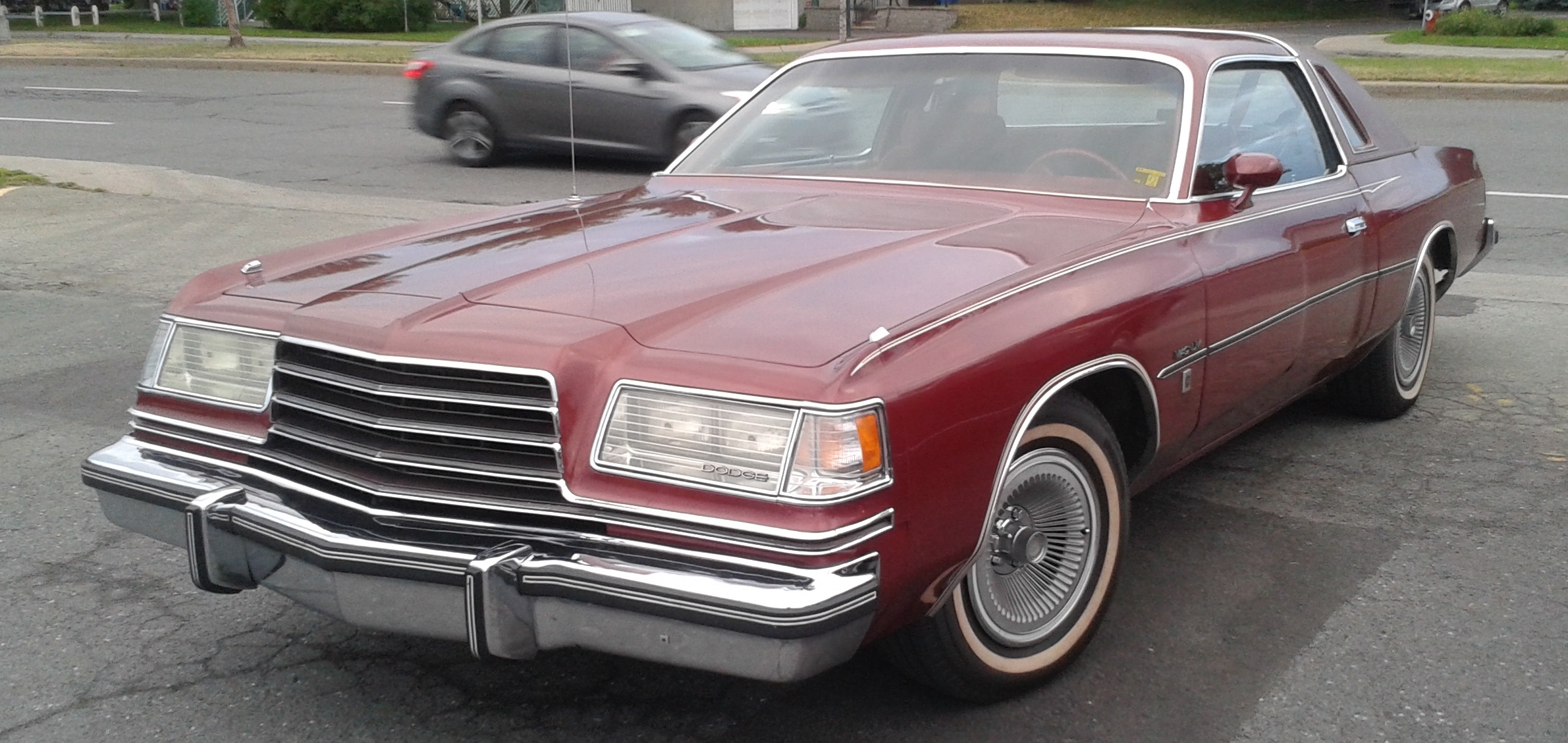
Dodge Magnum - model po liftingu

Dodge Charger IV został zaprezentowany po raz pierwszy w 1975 roku.
Czwarta generacja Chargera zadebiutowała jako bliźniacza konstrukcja wobec bardziej luksusowego modelu Chrysler Cordoba, na której opierała się konstrukcja samochodu. Rozstaw osi wynosił 2921 mm, długość nadwozia to 5486 mm. Silnik V8 5.9 360 generował 182 KM (134 kW) i 393 Nm, V8 5.2 318 - 152 KM (112 kW) i 346 Nm, V8 6.6 400 zaś 192 KM (142 kW) i 393 Nm. 

### Lifting i zmiana nazwy
W 1978 roku Dodge podjął decyzję o przeprowadzeniu gruntownej modernizacji Chargera, zmieniając głównie wygląd pasa przedniego. Przy okazji zdecydowano się zmienić nazwę na Magnum.

### Silniki
- V8 5.2l
- V8 5.9l
- V8 6.6l